# Реагуюча свердловина
Реагуюча свердловина (англ. reacting well; фр. puits m réagissant; нім. geschlossene Sonde f (bei Interferenzmessung) — діюча або простоююча свердловина, в якій при вивченні пласта методом гідропрослуховування ведуться спостереження за зміною вибійного тиску, що викликана зміною поточного дебіту (приймальності) збурюючої свердловини.